# Айраг-Нуур
Айраг-Нуур или Айра́г-Нур (Айраг; монг. Айраг нуур) — проточное пресноводное озеро. Находится в западной части Монголии в аймаке Увс.
Лежит на высоте 1030 м над уровнем моря. Расположено в 5 км от озера Хяргас-Нуур. Протяжённость береговой линии 54 км. Общая площадь этого озера составляла около 143 км², длина 18 км, ширина 13 км. Максимальная глубина озера 10 м. Айраг-Нуур место отдыха перелетных птиц. В озеро впадает река Завхан.